# Phil Ehart
Phil Ehart (Coffeyville, 4 febbraio 1950) è un batterista e produttore discografico statunitense, noto soprattutto per essere membro del gruppo rock Kansas sin dalla sua fondazione, ed è inoltre produttore di tutti gli album della band a partire da In the Spirit of Things (1988).

## Biografia
Trasferitosi da adolescente a Topeka, ha fatto parte per un breve periodo della band White Clover. Nel 2008 è fondatore del gruppo Native Window, costola degli stessi Kansas; Tra le sue maggiori influenze musicali ci sono Andy Parker e Barriemore Barlow. Ehart contattò Kerry Livgren per unirsi a una band chiamata White Clover con i quali si è esibito al New Orleans Pop Festival nel 1969, che ha avuto un enorme impatto su di lui.
All'inizio degli anni '70 Ehart, come molti musicisti americani, voleva studiare e suonare più da vicino lo stile di musica "britannico" che era popolare all'epoca, così si trasferì in Inghilterra. Non trovò l'atmosfera accogliente, poiché i musicisti erano più felici di imparare il country e gli stili rhythm and blues che Ehart aveva già imparato, così decise di tornare negli Stati Uniti. Nel 1978, lui e il cantante del Kansas Steve Walsh erano invitato a suonare nel secondo album solista di Steve Hackett, Please Don't Touch.

## Altre attività
Dal 1990, in seguito all'abbandono di Wally Gold, è il manager dei Kansas; è inoltre dirigente d'azienda di varie etichette discografiche di successo. Ha inoltre avuto modo di riarrangiare alcuni suoi brani  per inserirli in  film di successo quali "Anchorman - La leggenda di Ron Burgundy", "Ma guarda un po' 'sti americani!" e "Dirty Dancing".

## Vita privata
È sposato con l'ex modella Laurie Ehart (ha preso il cognome del marito), dalla quale ha avuto due figli.

## Strumentazione
Ehart è un endorser di batterie Yamaha, pelli Evans, bacchette Promark ed è un utente di lunga data dei piatti Zildjian.

## Discografia

### Nei Kansas
- 1974 - Kansas
- 1975 - Song for America
- 1975 - Masque
- 1976 - Leftoverture
- 1977 - Point of Know Return
- 1979 - Monolith
- 1980 - Audio-Visions
- 1982 - Vinyl Confessions
- 1983 - Drastic Measures
- 1986 - Power
- 1988 - In the Spirit of Things
- 1995 - Freaks of Nature
- 1998 - Always Never the Same
- 2000 - Somewhere to Elsewhere
- 2016 - The Prelude Implicit
- 2020 - The Absence of Presence

## Collaborazioni
- 1978 - Please Don't Touch, Steve Hackett
- 2012 - Man With a Mission, Gold of Resurrection

## Produttore
- The Encore Collection: Seasons Change, Exposé, 1993
- Ferrante and the Phantom of the Opera, Ferrante & Teicher, 1990
- We're Not Dead Yet: Live at the New Hazlett Theater, Joe Grushecky, 2012
- Blonz, Blonz, 1990